# Alpha2 Capricorni
Título a ser usado para criar uma ligação interna é Alpha2 Capricorni.
Alpha2 Capricorni (Algedi Secunda, Secunda Giedi, 6 Capricorni) é uma estrela na direção da constelação de Capricornus. Possui uma ascensão reta de 20h 18m 03.22s e uma declinação de −12° 32′ 41.5″. Sua magnitude aparente é igual a 3.58. Considerando sua distância de 109 anos-luz em relação à Terra, sua magnitude absoluta é igual a 0.97. Pertence à classe espectral G6/G8III.